# Systolomorpha nigra
Systolomorpha nigra är en stekelart som först beskrevs av Girault 1913.  Systolomorpha nigra ingår i släktet Systolomorpha och familjen puppglanssteklar. Inga underarter finns listade i Catalogue of Life.